# Grewia vitiensis
Grewia vitiensis är en malvaväxtart som beskrevs av William Bertram Turrill. Grewia vitiensis ingår i släktet Grewia och familjen malvaväxter. Inga underarter finns listade i Catalogue of Life.